# Абрам (Румунія)
Абрам (рум. Abram) — село у повіті Біхор в Румунії. Адміністративний центр комуни Абрам.
Село розташоване на відстані 430 км на північний захід від Бухареста, 44 км на північний схід від Ораді, 110 км на північний захід від Клуж-Напоки.

## Населення
За даними перепису населення 2002 року у селі проживали 970 осіб.
Національний склад населення села:
| Національність | Кількість осіб | Відсоток |
| -------------- | -------------- | -------- |
| румуни         | 576            | 59,4%    |
| угорці         | 235            | 24,2%    |
| цигани         | 157            | 16,2%    |

Рідною мовою назвали:
| Мова      | Кількість осіб | Відсоток |
| --------- | -------------- | -------- |
| румунська | 597            | 61,5%    |
| угорська  | 255            | 26,3%    |
| циганська | 116            | 12,0%    |